# اچ‌ام‌اس کبک (۱۷۸۱)
اچ‌ام‌اس کبک (۱۷۸۱) (به انگلیسی: HMS Quebec (1781)) یک کشتی که در سال ۱۷۸۱ ساخته شد.